# Melanthera cinerea
Melanthera cinerea là một loài thực vật có hoa trong họ Cúc. Loài này được Schweinf. ex Schweinf. mô tả khoa học đầu tiên năm 1892.